# 戴維·蘇西
戴維·蘇西（義大利語：Davide Succi；1981年10月11日—）是一位意大利足球運動員。在場上的位置是前鋒。他現在效力於意大利足球甲級聯賽球隊切塞納足球俱樂部。